# Bicicletta pieghevole
Una bicicletta pieghevole è una bicicletta perlopiù con ruote “piccole” (tipicamente, da 20”) che dispone di accorgimenti di costruzione quali cerniere, attacchi e/o dispositivi a serraggio rapido che permettano di piegare o smontare la bicicletta in modo semplice e veloce in una dimensione maneggevole così piccola che possa essere trasportata come bagaglio in un altro mezzo di trasporto. Con una bicicletta pieghevole l'utente può superare spazi di mobilità sulla strada da e per mezzi di trasporto pubblico (come la ferrovia).

## Aspetti tecnici
Per il procedimento di ripiegamento si presentano diversi processi, tra cui:
- Cerniera con asse parzialmente verticale circa nel mezzo del telaio.
- Ripiegamento del telaio circa a metà.
- Ripiegamento interno del telaio a parallelogramma o a forma di schermo.
- Ripiegamento su sé stesso della parte posteriore in avanti.
- Spostamento di pezzi quali sostegni per selle/tubi per sellini.
- Ripiegamento di pezzi quali sostegni per selle e manubri.
- Tubolare coassiale da estrarre e poi reinserire.

Solitamente parecchi di questi procedimenti vengono combinati in un modello.
Per combinare gli svantaggi del comportamento di rotolamento di ruote piccole, alcune biciclette pieghevoli moderne dispongono di una sospensione elastica della parte posteriore o di una sospensione integrale.

## Storia
Il britannico William Grout sviluppò la prima bicicletta pieghevole e smontabile e la fece brevettare nel 1874. Era una bicicletta alta con pneumatici pieni, la cui ruota anteriore si poteva smontare in quattro segmenti radiali che potevano trovare posto con il loro telaio piegato in una valigia triangolare.
Nel 1892 l'industriale francese Charles Morel sviluppò un prototipo di bicicletta "di sicurezza" pieghevole, che divenne poi la pieghevole Gérard presentata al Salon du Cycle di Parigi nel 1894. In seguito, brevetti e fabbricazione furono ceduti alla Peugeot. Diverse versioni di tale bicicletta furono utilizzati da reparti dell'esercito francese, russo, e rumeno. https://web.archive.org/web/20180906071249/http://www.velo-design.com/bicyclette-pliante-capitaine-gerard/
Nel 1896 fu brevettato il "Faun", una bicicletta di sicurezza con il classico telaio "a diamante" (la forma primitiva della moderna bicicletta), il cui telaio poteva essere piegato nel mezzo di un asse verticale - finora il procedimento più sviluppato nelle biciclette pieghevoli.

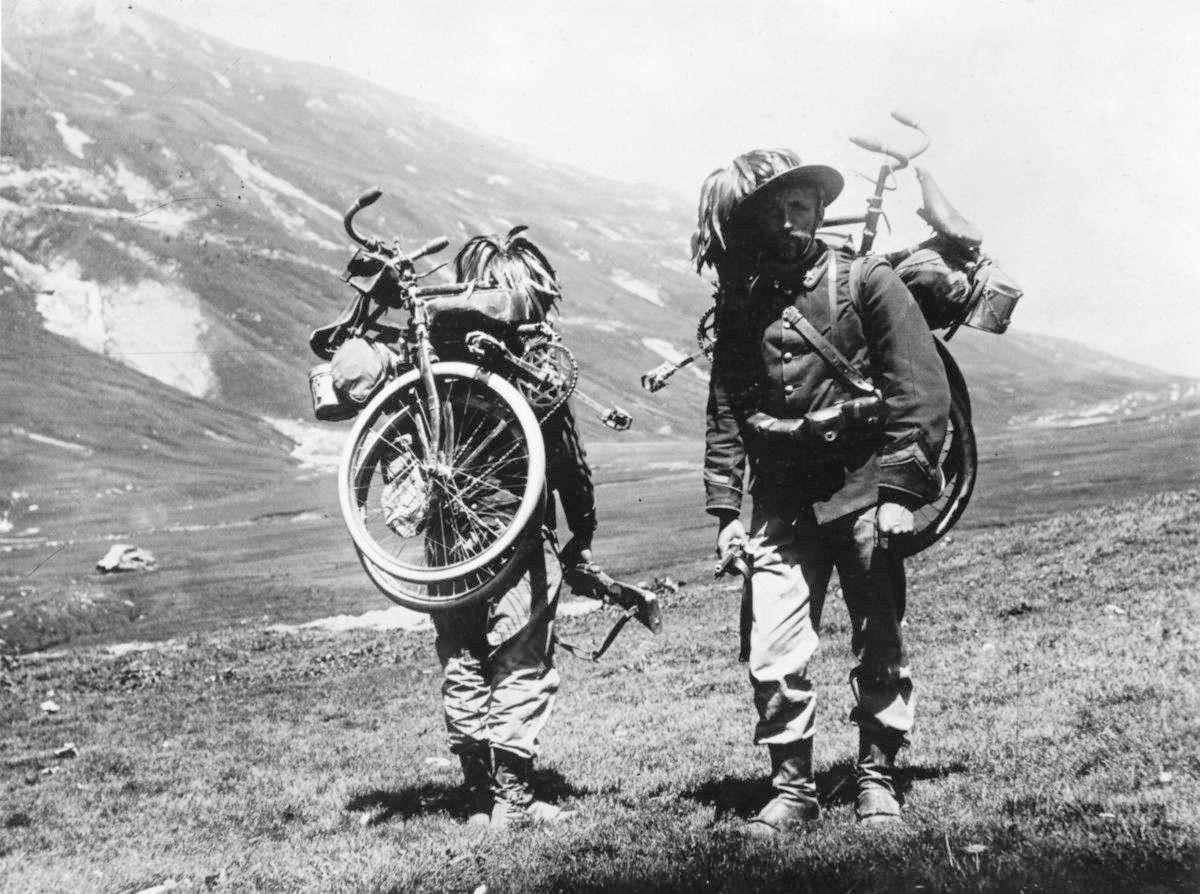
Bersaglieri con bici pieghevole Bianchi mod.1912, durante la prima guerra mondiale

Dall'inizio del XX secolo gli eserciti europei mostrarono interesse nelle biciclette pieghevoli e ciò scatenò lo sviluppo di diversi modelli. Esempi sono la variante smontabile della "Dursley Pedersen", biciclette pieghevoli per l'esercito svizzero o la "Fongers" olandese del 1909, con la particolarità di aver utilizzato per prima piccole ruote di circa 16". Nella seconda guerra mondiale la BSA sviluppò la "Folding Military Bicycle" per l'esercito britannico, usata anche dai paracadutisti per poter lasciare più in fretta il posto di atterraggio.
Per quanto riguarda l'Esercito italiano, le prime biciclette pieghevoli vennero sperimentalmente assegnate ad alcuni corpi nel 1892, ma la loro grande diffusione avvenne nel 1912, quando la Bianchi vinse la gara d'appalto per la fornitura al corpo dei Bersaglieri ciclisti con un modello pieghevole tecnologicamente molto avanzato, del peso di 24 Kg.
Nel campo civile ci furono tra gli anni venti e gli anni quaranta diverse biciclette pieghevoli a ruote piccole come la "Petit Bi" francese (con parecchie somiglianze con le biciclette pieghevoli degli anni settanta).
Anche l'Italia fu all'avanguardia nello sviluppo delle biciclette pieghevoli. Nel 1964 (in pieno boom economico) la ditta Carnielli di Vittorio Veneto presentò il modello innovativo Graziella, disegnata da Rinaldo Donzelli, che si diffuse rapidamente nel mercato italiano grazie alla buona qualità costruttiva alla sua eleganza e a una buona campagna pubblicitaria che la promuoveva come "la Rolls Royce di Brigitte Bardot". La bicicletta era strutturata senza canna orizzontale e con cerniera centrale, piccole ruote, sella e manubrio smontabili.
In Inghilterra nel frattempo la "Moulton Stowaway" fu protagonista nello sviluppo delle biciclette pieghevoli e smontabili dall'inizio degli anni sessanta. Pensata inizialmente come alternativa alla bicicletta tradizionale, con ruote da 28 pollici e un telaio a cannone unico, rigido e divisibile a passante profondo, raggi da 16", fu la prima bicicletta a disporre di una sospensione elastica piena con elementi in gomma (Alex Moulton aveva sviluppato anche una sospensione elastica in gomma della "Mini"). In questo modo si poté quindi unire la velocità, la tenuta di strada e la comodità alla guida in un modo fino ad allora sconosciuto.
La "Moulton Stowaway" e il suo modello di riferimento erano di grande successo a livello internazionale e decisivi per lo stile, tanto da scatenare l'"ondata di biciclette pieghevoli" nella cui sequenza praticamente ogni produttore aveva una bicicletta pieghevole in programma. In genere si trattava di imitazioni molto elementari con costruzioni economiche e telai instabili, senza sospensione. La limitata qualità di questi modelli causò il ritiro di molti di essi, tanto che l'"ondata di biciclette pieghevoli" alla fine degli anni settanta era già terminata. Anche la produzione del modello prodotto in contemporanea dalla Raleigh, il "Moulton", venne sospeso nel 1974.
Tuttavia vi erano anche negli anni settanta nuovi sviluppi come la "Bickerton" particolarmente leggera dell'ingegnere aeronautico Harry Bickerton, che giunse sul mercato nel 1970 con un telaio in alluminio senza segni di saldatura e che fu costruita fino al 1992.
Pure negli anni settanta iniziò lo sviluppo della "bicicletta Brompton", grazie ad Andrew Ritchie, che è ancora in produzione. Nello stesso periodo la crisi petrolifera spingeva David Hon a sviluppare una bicicletta pieghevole che permettesse di muoversi in modo più efficiente per le congestionate città occidentali. Dopo alcuni anni passati a mettere a punto il progetto e a raccogliere i capitali iniziali per iniziare la produzione, Hon fondò nel 1982 la Dahon, divenendo nei successivi anni il leader mondiale delle biciclette pieghevoli.
Alex Moulton creò nel 1976 un modello simile alla "Moulton", lanciato sul mercato nel 1983 con il nome di "Moulton AM". La nuovità era la costruzione del telaio, una grata a tubi di composizione triangolare, complicata e divisibile nel mezzo, di alta rigidità (Space Frame).
Dalla fine degli anni ottanta Heiko Müller e Markus Riese progettarono "Birdy", una bicicletta pieghevole completamente elasticizzata con un telaio in alluminio le cui giunture elastiche nelle forcelle posteriore e anteriore servivano contemporaneamente come giunture di piegatura.
L'ultima arrivata in termini di tempo, ma che trasse beneficio e raccolse l'eredità di oltre 30 anni di lavoro di Dahon, è Tern. Tern è stata fondata da Joshua Hon insieme a un gruppo di progettisti e designer di Dahon con lo scopo di creare le migliori biciclette pieghevoli al mondo.

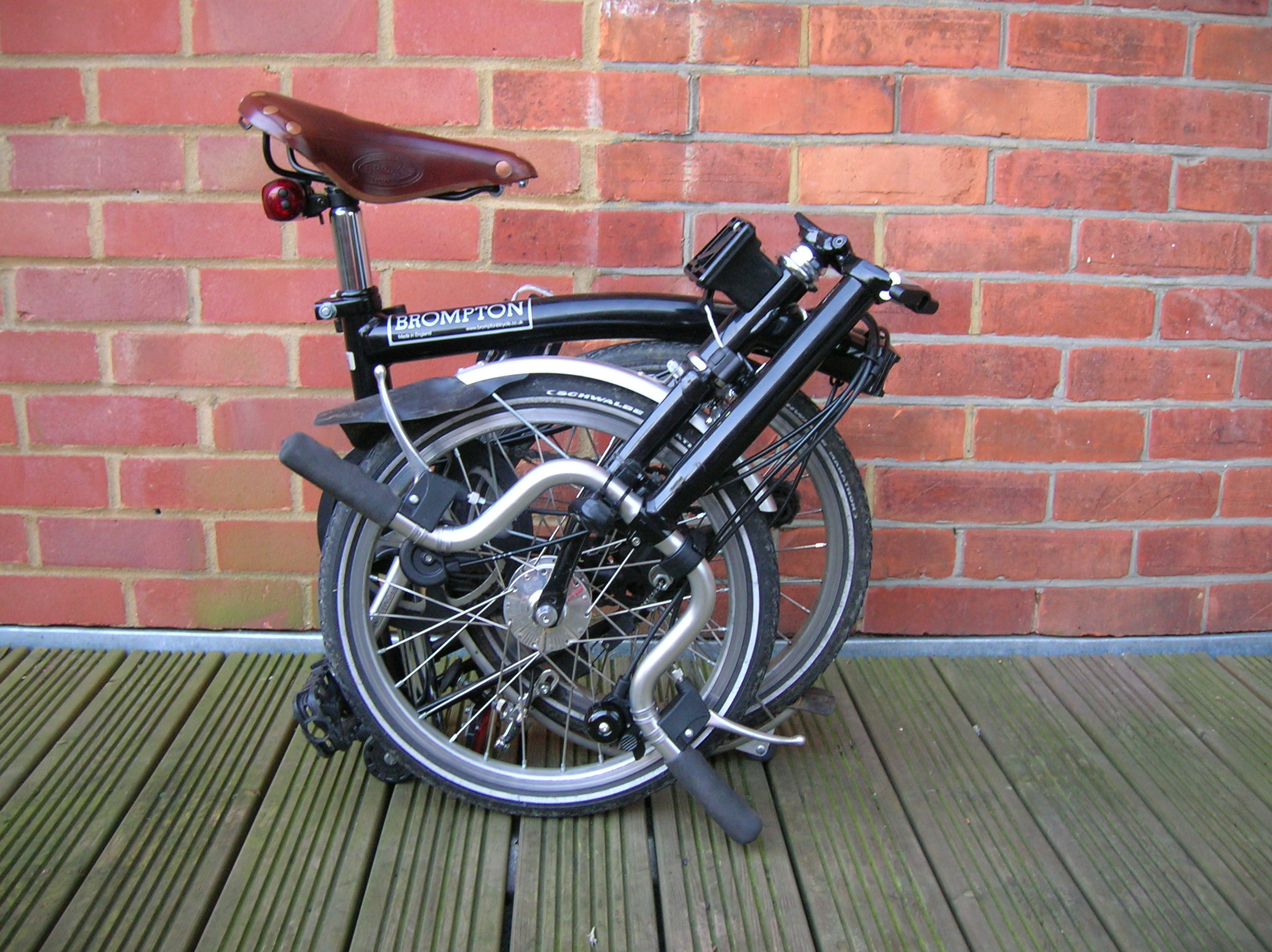
Una bicicletta Brompton ripiegata

L'utilizzo del concetto "bicicletta pieghevole" che si è imposto a partire dagli anni ottanta, documenta soprattutto il tentativo dei costruttori di distanziarsi, con prodotti di valore, dalle biciclette pieghevoli degli anni sessanta e settanta, spesso difficili da guidare e da maneggiare. Tra le biciclette pieghevoli moderne ci sono al contrario dei modelli che si possono confrontare con biciclette sportive e da viaggio per le loro caratteristiche di trasporto.
Le biciclette pieghevoli sono solitamente costruite in un'unica misura di telaio, i modelli migliori hanno caratteristiche adatte anche a persone di statura differente, e sono particolarmente robuste anche grazie alle soluzioni tecniche adottate: i sistemi di snodo sono dotati di apposite sicurezze per impedire l'apertura accidentale della bici anche quando è piegata e, cosa ancor più particolare, è il sistema di trasmissione privo di catena, sostituita da un albero motore a giunto cardanico.
Più recentemente in Francia è nata una bicicletta pieghevole estremamente facile da usare e versatile, di nome Mobiky, dotata di un innovativo sistema di piegatura.